# Patacamaya
Patacamaya è un comune (municipio in spagnolo) della Bolivia nella provincia di Aroma (dipartimento di La Paz) con 24.922 abitanti (dato 2010).

## Cantoni
Il comune è suddiviso in 12 cantoni (popolazione 2001):
- Chacoma - 572 abitanti
- Chairumani - 929 abitanti
- Chiaraque - 1.569 abitanti
- Colchani - 1.329 abitanti
- Culta Arajllanga - 1.228 abitanti
- Iquiaca de Umala - 460 abitanti
- Patacamaya - 10.219 abitanti
- Pusuta - 114 abitanti
- San Martin de Iquiaca - 875 abitanti
- Villa Concepción de Belen - 589 abitanti
- Villa Patarani - 1.024 abitanti
- Viscachani - 1.131 abitanti